# Campionati europei juniores di skeleton
I campionati europei juniores di skeleton sono una competizione sportiva organizzata dalla Federazione Internazionale di Bob e Skeleton (IBSF) in cui si assegnano i titoli europei della categoria junior nelle due specialità dello skeleton, il singolo femminile e quello maschile. Si disputano ogni anno in concomitanza con la Coppa Europa.
Vi possono partecipare esclusivamente gli atleti e le atlete che non abbiano compiuto i 23 anni alla data in cui si svolge la competizione e tutti coloro che hanno raggiunto o raggiungeranno tale età nel periodo che va dal 1º ottobre al 31 marzo della stagione di riferimento. A differenza dei campionati europei senior, dove possono concorrere soltanto atleti europei, in quelli juniores titoli e piazzamenti sono assegnati anche agli skeleton di nazionalità extra-europea che dovessero partecipare alla rassegna.
I primi campionati europei juniores si disputarono nel 2018 e nell'edizione inaugurale il titolo, le medaglie e i relativi piazzamenti vennero assegnati tenendo conto della classifica finale della Coppa Europa 2017/2018. 
A partire dall'edizione 2019 venne invece cambiata la struttura e il campionato si disputò in un unico appuntamento, nel formato gara nella gara, in concomitanza con l'ultima tappa della Coppa Europa 2018/2019. Inoltre dalla rassegna di Innsbruck 2021 la competizione ha assegnato separatamente due titoli continentali juniores: quello classico e quello under 20, riservati ad atlete e atleti che non avevano superato rispettivamente i 23 e i 20 anni di età al 31 marzo dell'anno in corso.

## Albo d'oro

### Singolo donne
| Anno | Luogo          | Oro                        | Argento                 | Bronzo                     |
| ---- | -------------- | -------------------------- | ----------------------- | -------------------------- |
| 2018 | Varie località | Alina Tararyčenkova Russia | Marija Surovceva Russia | Agathe Bessard Francia     |
| 2019 | Sigulda        | Julija Kanakina Russia     | Agathe Bessard Francia  | Dārta Zunte Lettonia       |
| 2020 | Altenberg      | Alina Tararyčenkova Russia | Agathe Bessard Francia  | Stefanie Votz Germania     |
| 2021 | Innsbruck      | Alina Tararyčenkova Russia | Alessia Crippa Italia   | Anastasija Cyganova Russia |
| 2022 | Altenberg      | Agathe Bessard Francia     | Polina Tjurina Russia   | Alessia Crippa Italia      |

### Singolo uomini
| Anno | Luogo          | Oro                     | Argento                    | Bronzo                       |
| ---- | -------------- | ----------------------- | -------------------------- | ---------------------------- |
| 2018 | Varie località | Krists Netlaus Lettonia | Konstantin Choroško Russia | Artem Drozdov Russia         |
| 2019 | Sigulda        | Evgenij Rukosuev Russia | Vladislav Semenov Russia   | Krists Netlaus Lettonia      |
| 2020 | Altenberg      | Felix Seibel Germania   | Evgenij Rukosuev Russia    | Vladislav Semenov Russia     |
| 2021 | Innsbruck      | Evgenij Rukosuev Russia | Amedeo Bagnis Italia       | Alexander Schlintner Austria |
| 2022 | Altenberg      | Evgenij Rukosuev Russia | Cedric Renner Germania     | Elvis Veinbergs Lettonia     |

## Albo d'oro under 20

### Singolo donne
| Anno | Luogo     | Oro                        | Argento                   | Bronzo                     |
| ---- | --------- | -------------------------- | ------------------------- | -------------------------- |
| 2021 | Innsbruck | Anastasija Cyganova Russia | Stefanie Votz Germania    | Hanna Staub Germania       |
| 2022 | Altenberg | Polina Tjurina Russia      | Viktoria Hansova Germania | Anastasija Cyganova Russia |

### Singolo uomini
| Anno | Luogo     | Oro                           | Argento                | Bronzo                                           |
| ---- | --------- | ----------------------------- | ---------------------- | ------------------------------------------------ |
| 2021 | Innsbruck | Lukas David Nydegger Germania | Dmitrij Grevcev Russia | Valts Smilga Lettonia e Elvis Veinbergs Lettonia |
| 2022 | Altenberg | Elvis Veinbergs Lettonia      | Dmitrij Grevcev Russia | Bogdan Popov Russia                              |

## Medagliere totale
Aggiornato all'edizione 2021.

Il numero di medaglie indicate è la somma di tutte quelle ottenute in entrambe le categorie (under 23 e under 20).
| Pos.   | Nazione  | Oro | Argento | Bronzo | Totale |
| ------ | -------- | --- | ------- | ------ | ------ |
| 1      | Russia   | 9   | 7       | 5      | 21     |
| 2      | Germania | 2   | 3       | 2      | 7      |
| 3      | Lettonia | 2   | 0       | 5      | 7      |
| 4      | Francia  | 1   | 2       | 1      | 4      |
| 5      | Italia   | 0   | 2       | 1      | 3      |
| 6      | Austria  | 0   | 0       | 1      | 1      |
| Totale | Totale   | 14  | 14      | 15     | 43     |